# Prawitz Öberg
Hartwig Edmund Prawitz Öberg (Gislöv, Suecia, 16 de noviembre de 1930-Malmö, Suecia, 4 de noviembre de 1995) fue un jugador y entrenador de fútbol sueco. En su etapa como jugador profesional se desempeñaba como defensa.

## Fallecimiento
Murió el 4 de noviembre de 1995 a causa de un cáncer de hueso, a la edad de 64 años.

## Selección nacional
Fue internacional con la selección de fútbol de Suecia en 26 ocasiones y convirtió 5 goles. Fue miembro de la legendaria selección sueca que llegó a la final de la Copa del Mundo de 1958, pero no jugó ningún partido durante el torneo.

### Participaciones en Copas del Mundo
| Mundial                        | Sede   | Resultado  | Partidos | Goles |
| ------------------------------ | ------ | ---------- | -------- | ----- |
| Copa Mundial de Fútbol de 1958 | Suecia | Subcampeón | 0        | 0     |

## Clubes

### Como jugador
| Club            | País   | Año       |
| --------------- | ------ | --------- |
| Malmö FF        | Suecia | 1952-1965 |
| Gunnarstorps IF | Suecia | 1966      |

### Como entrenador
| Club            | País   | Año       |
| --------------- | ------ | --------- |
| Gunnarstorps IF | Suecia | 1966      |
| Lunds BK        | Suecia | 1968-1969 |

## Palmarés

### Campeonatos nacionales
| Título         | Club     | País   | Año  |
| -------------- | -------- | ------ | ---- |
| Allsvenskan    | Malmö FF | Suecia | 1953 |
| Copa de Suecia | Malmö FF | Suecia | 1953 |
| Allsvenskan    | Malmö FF | Suecia | 1965 |

### Distinciones individuales
| Distinción | Año  |
| ---------- | ---- |
| Guldbollen | 1962 |